# Lino Červar
Lino Červar (ur. 22 września 1950 w Delići) – chorwacki trener piłki ręcznej. Obecnie prowadzi macedoński RK Metalurg Skopje. W latach 2000–2002 był trenerem reprezentacji Włoch, a następnie w latach 2002–2010 reprezentację Chorwacji, z którą w 2004 w Atenach zdobył mistrzostwo olimpijskie. W latach 2001–2009 prowadził chorwacki RK Zagrzeb. Jest również politykiem, w 2003 r. został wybrany do chorwackiego parlamentu.